# ستيفن روبرتسون (ممثل)
ستيفن روبرتسون (بالإنجليزية: Steven Robertson)‏ هو ممثل بريطاني، ولد في 1977 في المملكة المتحدة.

## أعمال

### أفلام
- (2004) في الداخل أنا أرقص
- (2005) مملكة السماء[3][4]
- (2005) ميلاد مجيد[5]
- (2011) 5 أيام من الحرب

### مسلسلات
- كونك إنسان

## وصلات خارجية
- ستيفن روبرتسون على موقع IMDb (الإنجليزية)
- ستيفن روبرتسون على موقع قاعدة بيانات الفيلم (الإنجليزية)